# جائزة ألمانيا الكبرى 1983
جائزة ألمانيا الكبرى 1983 هو سباق فورمولا 1 أقيم بتاريخ 7 أغسطس 1983 في حلبة هوكنهايم، ألمانيا الغربية. كان العاشر من أصل 15 في بطولة العالم لسباقات الفورمولا واحد موسم 1983. حلّ الفرنسي رينيه أرنو أولا بينما جاء الإيطالي أندريا دي سيساريس في المركز الثاني وحصل على المركز الثالث الإيطالي ريكاردو باتريس.